# Contea di Pan'an
La contea di Pan'an (磐安县S) è una contea della Cina, situata nella provincia dello Zhejiang.